# Cinòpolis
Cinòpolis fou una ciutat de l'antic Egipte, famosa per ser el centre d'adoració del deu Anubis, deu de la venjança, representat amb cap de gos. El nom de la ciutat volia dir "Ciutat dels gossos" (de vegades s'ha traduït per "ciutat dels xacals" però no és correcte). El seu nom egipci era Saka o Kasa. Els àrabs li van dir Al-Kais o El-Qeis. Fou la capital del nomós XVII de l'Alt Egipte.